# Maurice Duverger
Maurice Duverger (Angulema, 5 de junio de 1917-París, 17 de diciembre de 2014) fue un jurista, politólogo y político francés.

## Biografía
Comenzando su carrera como jurista en la Universidad de Burdeos, se implicó cada vez más en ciencias políticas y en 1948 fundó el Instituto de Estudios Políticos de Burdeos, una de las primeras facultades para la ciencia política en Francia. Publicó muchos libros y artículos en periódicos, especialmente para Le Monde y elaboró su propia definición de sistema político.
Ideó una teoría conocida como ley de Duverger, que identifica una correlación entre un sistema de la elección y la formación de un sistema bipartidista. Fue, de hecho, el primer autor en establecer una conexión directa entre sistema electoral y sistema de partidos, otorgando al primero un peso mucho mayor que el que hasta entonces se le había dado y centrando por primera vez el foco en el que posteriormente sería uno de los principales objetos de estudio de la ciencia política. 
Analizando el sistema político de Francia acuñó el término sistema semipresidencial.
Desde 1989 hasta 1994 fue representante del Partido Socialista Europeo en el Parlamento Europeo.

## Obra
- Les partis politiques (1951)
- La participation des femmes à la vie politique (1955)
- Les finances publiques (1956)
- Méthodes de la science politique (1959)
- De la dictadure (1961)
- Méthodes de Sciences sociales (1961)
- Introduction à la politique (1964)
- Sociologie politique (1966)
- La démocratie sans les peuple (1967)
- Institutions politiques et Droit constitutionnel (1970)
- De Fanus: les deux faces de l'Occident (1972)
- L'autre côté des choses (1977)
- King's Mate (1978)
- Factors in a Two-Party and Multiparty System, in Party Politics and Pressure Groups (New York: Thomas Y. Crowell, 1972) p. 23-32.
- Political Parties: Their Organization and Activity in the Modern State
- The Study of Politics ISBN 0-690-79021-X
- La République des Citoyens ISBN 2-85956-311-3
- Lettre Ouverte aux Socialistes (Collection Lettre ouverte) ISBN 2-226-00326-6
- Modern Democracies: Economic Power Versus Political Power ISBN 0-03-077280-X
- La Cohabitation des Français ISBN 2-13-041498-2
- Europe des Hommes: Une Métamorphose Inachevée ISBN 2-7381-0262-X. hay una versión en español: La Europa de los hombres: una metamorfosis inacabada, Alianza Editorial, Madrid, 1994.
- The Idea of Politics: the Uses of Power in Society
- The French Political System
- L'Europe dans tous ses États 1995